# Canalipalpata
Canalipalpata – takson pierścienic z gromady wieloszczetów, zwykle wyodrębniany w randze infragromady lub nadrzędu. Wieloszczety te mają na prostomium głaszczki wyposażone w orzęsione i otwarte kanaliki (bruzdy), biorące udział w zdobywaniu pokarmu (mikrofagia). Nie stanowią taksonu monofiletycznego.

## Taksonomia
Tradycyjnie wieloszczety dzieli się na podgromady błędków i osiadków. Wielu autorów powątpiewając w naturalność takich taksonów rezygnowała z wyróżniania podgromad i dzieliła wieloszczety bezpośrednio na rzędy, np. w systemie Rodneya Phillipsa Dalesa z 1962 roku było to 14 rzędów, w systemie Kristiana Fauchalda z 1977 roku 17 rzędów, w systemie Marian H. Pettibone z 1982 roku 25 rzędów, a w systemie Gesy Hartmann-Schröder z 1996 roku 22 rzędy.
W 1997 roku Greg W. Rouse i Kristian Fauchald na podstawie morfologicznych analiz kladystycznych wprowadzili inny podział wieloszczetów, wyróżniając w ich obrębie klady Scolecida i Palpata, ten drugi dzieląc na klady Canalipalpata i Aciculata. Podana przez nich systematyka Canalipalpata przedstawiała się następująco:
- rząd: Sabellida
  - rodziny: Oweniidae, Siboglinidae, Sabellidae, Sabellariidae, Serpulidae
- rząd: Spionida
  - rodziny: Apistobranchidae, Chaetopteridae, Longosomatidae, Magelonidae, Poecilochaetidae, Spionidae, Trochochaetidae, Uncispionidae
- rząd: Terebellida
  - rodziny: Acrocirridae, Alvinellidae, Ampharetidae, Cirratulidae, Ctenodrilidae, Fauveliopsidae, Flabelligeridae, Pectinariidae, Poeobiidae, Sternaspidae, Terebellidae, Trichobranchidae
- rząd: incertae sedis
  - rodziny: Polygordiidae, Protodrilidae, Protodriloididae, Saccocirridae

Inną systematykę Canalipalpata prezentuje w 2021 roku nadająca im rangę infragromady w obrębie osiadków World Polychaeta database:
- rząd: Sabellida
  - rodzina: Fabriciidae Rioja, 1923
  - rodzina: Sabellidae Latreille, 1825
  - rodzina: Serpulidae Rafinesque, 1815
  - rodzina: Siboglinidae Caullery, 1914
- rząd: Spionida
  - rodzina: Apistobranchidae Mesnil & Caullery, 1898
  - rodzina: Longosomatidae Hartman, 1944
  - rodzina: Poecilochaetidae Hannerz, 1956
  - rodzina: Spionidae Grube, 1850
  - rodzina: Trochochaetidae Pettibone, 1963
  - rodzina: Uncispionidae Green, 1982
- rząd: Terebellida
  - podrząd: Cirratuliformia
    - rodzina: Acrocirridae Banse, 1969
    - rodzina: Cirratulidae Ryckholt, 1851
    - rodzina: Fauveliopsidae Hartman, 1971
    - rodzina: Flabelligeridae de Saint-Joseph, 1894
    - rodzina: Sternaspidae Carus, 1863

  - podrząd: Terebelliformia
    - rodzina: Alvinellidae Desbruyères & Laubier, 1986
    - rodzina: Ampharetidae Malmgren, 1866
    - rodzina: Melinnidae Chamberlin, 1919
    - rodzina: Pectinariidae Quatrefages, 1866
    - rodzina: Terebellidae Johnston, 1846
    - rodzina: Trichobranchidae Malmgren, 1866
- rząd: incertae sedis
  - rodzina: Sabellariidae Johnston, 1865

Już kreatorzy Canalipalpata zaznaczyli, że wsparcie dla takiego taksonu w ich morfologicznej analizie kladystycznej nie jest silne. Molekularne analizy filogenetyczne z XXI wieku wskazują na brak monofiletyzmu takiego taksonu. W molekularnej analizie filogenetycznej Torstena H. Strucka i innych z 2007 roku Canalipalpata uległy rozbiciu na 5 odrębnych kladów. W molekularno-morfologicznej analizie filogenetycznej Jana Zrzavego i współpracowników z 2009 roku na jeszcze większą ilość kladów; monofiletyzmu nie zachował w niej także nawet żaden z tradycyjnie definiowanych rzędów.